# Juli Obseqüent
Juli Obseqüent (en llatí: Iulius Obsequens) va ser un escriptor romà del segle iv, autor d'una obra anomenada Llibre dels Prodigis (Liber Prodigiorum). No es coneix res sobre la seva vida.
El Llibre dels Prodigis és un recull de textos que fan referència a fenòmens sorprenents, anomenats pels romans amb el nom de prodigia, successos extraordinaris i sobrenaturals, que es creien manifestacions miraculoses del poder diví o advertències d'esdeveniments pròxims. L'obra està escrita cronològicament, i narra fets ocorreguts en la història de Roma entre els anys 249 aC i 11 aC, i de forma més detallada a partir dels consolats d'Escipió l'Asiàtic i Gai Leli l'any 190 aC fins al consolat de Quint Eli Tuberó i Paulus Fabi Màxim l'any 11. Els textos es deriven en la seva major part de Titus Livi, i utilitza sovint les seves mateixes paraules. Joseph Juste Scaliger diu que aquesta obra l'hauria consultat Jeroni d'Estridó, que va viure al segle v.
Va ser imprès per primera vegada per l'humanista venecià Aldo Manuzio l'any 1508, segons un manuscrit avui perdut, que va pertànyer a Giovanni Giocondo. Edicions posteriors van ser impreses per F. Oudendorp (Leyde, 1720) i O. Jahn (1853).
L'obra és molt citada pels interessats en la ufologia, que interpreten alguns dels prodigis esmentats en ella com a exemples de les aparicions que intenten rastrejar.